# Paul Beatty
Paul Beatty (ur. 9 czerwca 1962 w Los Angeles) – amerykański pisarz, pierwszy Amerykanin wyróżniony Nagrodą Bookera.

## Życiorys
Urodził się w 1962 roku w Los Angeles, gdzie się także wychował. Był najstarszym z trójki rodzeństwa. Studiował psychologię na Uniwersytecie Bostońskim. W 1987 roku przeniósł się do Nowego Jorku i ukończył studia z twórczego pisania na Brooklyn College. Rozpoczął karierę literacką od uczestnictwa w slamach poetyckich, ale ich rozwój go zniechęcił. Zadebiutował w 1991 roku tomikiem poezji Big Bank Take Little Bank. W pierwszej połowie lat 90. spędził rok na stypendium w Berlinie. W 1996 roku ukazała się jego pierwsza powieść Białoczarny; humorystyczne dzieło dotykające tematów tożsamości i rasy zostało pozytywnie przyjęte przez krytykę. W 2006 roku opracował antologię humoru afroamerykańskiego Hokum: An Anthology of African American Humor. Dwa lata później ukazała się jego trzecia powieść Slumberland, która opowiada o poszukiwaniu muzyka jazzowego w Berlinie lat 80. Zanim ukazała się jego kolejna powieść Sprzedawczyk (2015), manuskrypt odrzuciło 18 wydawnictw. Ostra satyra na temat problemów rasowych w Stanach, w której główny bohater zdobywa niewolnika i przywraca segregację rasową w szkole, znalazła się na listach najlepszych książek roku oraz została wyróżniona nagrodami National Book Critics Circle Award i The Man Booker Prize for Fiction. Tym samym Beatty został pierwszym amerykańskim laureatem Bookera.
Mieszka w Nowym Jorku, gdzie wykłada twórcze pisanie na Uniwersytecie Columbia, jego żoną jest Althea Wasow, producent filmowy.

## Twórczość
Za źródłem:

### Poezja
- 1991: Big Bank Take Little Bank
- 1994: Joker, Joker, Deuce

### Proza
- 1996: The White Boy Shuffle, wyd. pol.: Białoczarny. Ewa Penksyk-Kluczkowska (tłum.). Sonia Draga, 2018. ISBN 978-83-8110-523-1. Brak numerów stron w książce
- 2000: Tuff
- 2008: Slumberland, wyd. pol.: Slumberland. Witold Kurylak (tłum.). Sonia Draga, 2020. ISBN 978-83-8110-883-6. Brak numerów stron w książce
- 2015: The Sellout, wyd. pol.: Sprzedawczyk. Piotr Tarczyński (tłum.). Sonia Draga, 2018. ISBN 978-83-8110-108-0. Brak numerów stron w książce